# Doleromyrma
Doleromyrma é um gênero de insetos, pertencente a família Formicidae.

## Espécies
- Doleromyrma darwiniana (Forel, 1907)
  - Doleromyrma darwiniana fida (Forel, 1907)
  - Doleromyrma darwiniana leae (Forel, 1913)
- Doleromyrma rottnestensis (Wheeler, 1934)